# 272P/NEAT
272P/NEAT è una cometa periodica appartenente alla famiglia delle comete gioviane; la cometa è stata scoperta il 18 marzo 2004 dal programma NEAT, al momento dell'annuncio della scoperta erano state trovate immagini di prescoperta risalenti al 16 febbraio 2004, la sua riscoperta il 12 novembre 2012 ha permesso di numerarla..